# Music-Pictures Group IV
Music-Pictures Group IV is een compositie van John Foulds voor strijkorkest. Foulds was zelf cellist.
Foulds schreef een aantal suites die verwijzen naar schilders en schilderijen. De schilders en schilderijen verzameld in deze groep van drie zijn wel benoemd, maar het is onduidelijk of het werkelijk gemaakte schilderijen zijn geweest of dat Foulds, amateurschilder, alleen maar dacht aan hoe de desbetreffende schilder een dergelijk schilderij zou maken. Om dan vervolgens dat naar muziek om te zetten. De drie werkjes zijn:
- At the theater, naar Edgar Degas
- Evening in the forest, naar Farquharson, onduidelijk is welke Farquharson Foulds hier verbeeldde, John Farquharson of Joseph Farquharson
- Fiddles fancy, een "country-dance" naar George Morland.

De stukken dateren waarschijnlijk van 1916/1917 maar vonden hun weg naar de drukker pas in 1922. De stukken vallen in de categorie lichte klassieke muziek. 